# Grön ängsgräshoppa
Grön ängsgräshoppa (Omocestus viridulus) är en art i insektsordningen hopprätvingar som tillhör familjen markgräshoppor.

## Kännetecken
Den gröna ängsgräshoppan har en kroppslängd på 13 till 17 millimeter för hanar och 20 till 24 millimeter för honor. Dess färger kan trots dess trivialnamn variera från brunaktig till grönaktig eller gulaktig. Den kan även ha purpuraktiga inslag, främst på sidorna.

## Utbredning
Den gröna ängsgräshoppan finns i större delen av Europa och österut till Mongoliet i Asien. På höjder högre än 900 meter över havet börjar arten i allmänhet bli sällsynt, men gränsen för artens förekomst i högre belägna områden beror till stor del på de lokala klimatförhållandena. På sydsidan av Alperna finns arten till exempel ända upp till 2 600 meters höjd. I Sverige finns den gröna ängsgräshoppan över så gott som hela landet.

## Levnadssätt
Den gröna ängsgräshoppans habitat är gräsmarker, som ängar och inte alltför hårt betade hagmarker och andra liknade miljöer. Den finns också i ört- och buskskiktet i öppnare skogar. Födan är olika sorters gräs, som fårsvingel och kruståtel. Som andra hopprätvingar har den ofullständig förvandling och genomgår utvecklingsstadierna ägg, nymf och imago. 
Hanen spelar både för att markera sin närvaro gentemot andra hanar och för att locka till sig honor. Det är en viss skillnad i de båda spelsätten. Sången som spelas för att avskräcka andra hanar är ett karakteristiskt skärrande ljud som vanligen upprepas i intervaller om 10 till 20 sekunder, medan locksången är ett något kortare, lugnare ljud. Om honan är parningsvillig besvarar hon detta med ett liknande ljud.